# Micrurus
Micrurus es un género de serpientes venenosas de la familia Elapidae, conocidas comúnmente como coralillos, corales o serpientes de coral. Tienen una amplia distribución desde el sur de Estados Unidos y México, pasando por América Central, hasta Argentina, aproximadamente hasta los 40 grados de latitud sur.
Las serpientes de coral se caracterizan por la presencia de anillos coloridos y muy vistosos que adornan el cuerpo y que se disponen comúnmente en tríadas y en algunas especies de dos en dos. El color, la disposición y el número de los anillos son característicos para cada especie. La coloración típica incluye rojo, amarillo (o blanco), y negro.

## Descripción

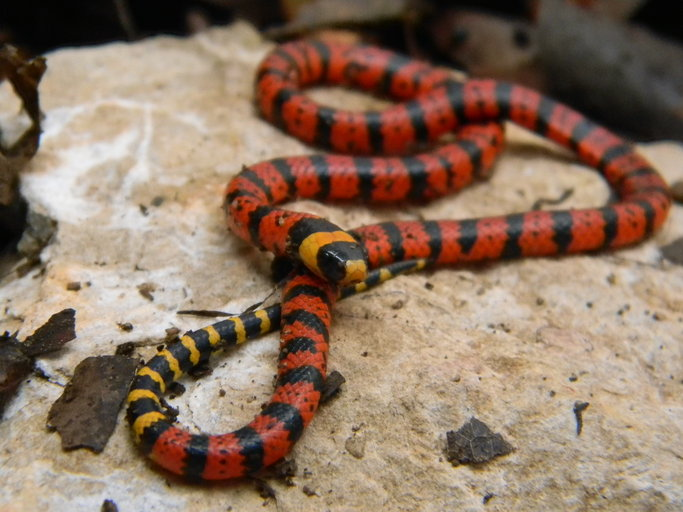
Micrurus diastema.

Es un grupo grande de especies con muchas diferencias entre sí. Miden desde 36 cm a un máximo de 1,5 m.
La cabeza está muy poco diferenciada del cuerpo y está cubierta por escamas grandes. El cuerpo, en las regiones dorso-laterales está cubierto por escamas pequeñas, lisas y siempre con 15 filas de escamas en la mitad del dorso. Las escamas ventrales son grandes. No tienen fosetas loreales. Las corales tienen la cola muy corta comparado con otros grupos de serpientes, de ahí deriva el nombre de género.

## Distribución y hábitat
Las especies de Micrurus se distribuyen por buena parte de América, desde el sur de Estados Unidos hasta Argentina. Pueden ser encontradas en la mayor parte de los hábitats del continente americano, desde el nivel del mar a los 3000 m de altitud. La región que alberga una mayor diversidad de especies es la Amazonía.

## Comportamiento

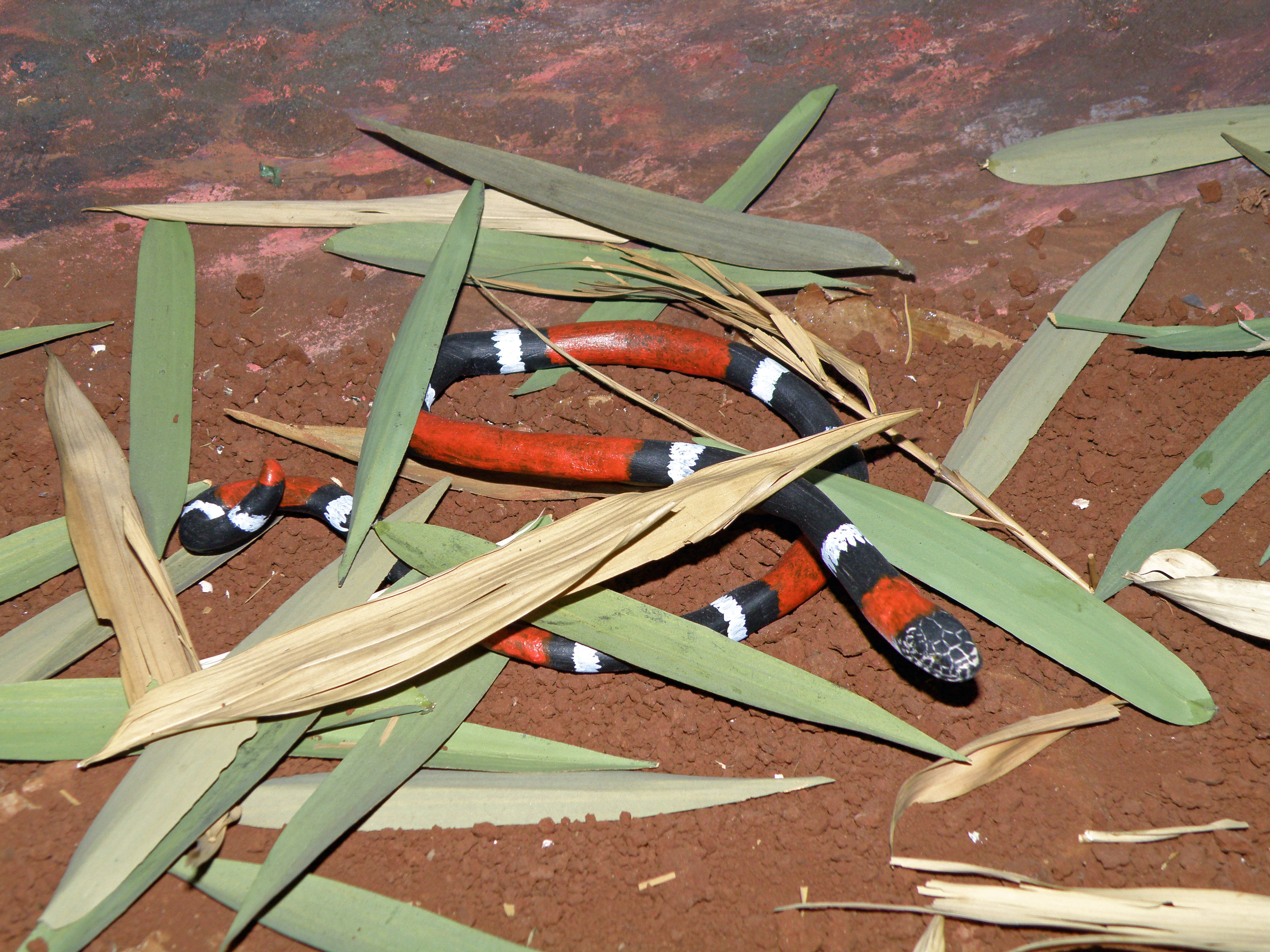
Micrurus pyrrhocryptus.

No son serpientes agresivas a menos que sean molestadas. A pesar de la letalidad de su veneno, morder suele ser uno de sus últimos recursos de defensa.
Si no pueden huir y esconderse, las corales adoptan una táctica de combate que consiste en ocultar la cabeza entre los anillos que forman con el cuerpo y yerguen la cola enrollando su extremo en forma de bucle, simulando una cabeza. Incluso adoptan actitudes agresivas con esta cabeza simulada moviéndola en forma amenazadora, para distraer la atención hacia la cola mientras la cabeza puede surgir por sorpresa para morder. Si bien estos episodios suelen suceder con muy poca frecuencia, no deben ser subestimados.

### Dieta
Las presas de estas serpientes de coral suelen ser otras serpientes de menor tamaño, lagartos, cecilias, culebrillas ciegas y peces (incluyendo anguilas). En algunas especies, se ha visto que se producen ocasionalmente casos de canibalismo, consumiendo ejemplares de su misma especie.

### Reproducción
Las especies de Micrurus son ovíparas. Las nidadas puede tener entre 5 y 15 huevos, dependiendo del tamaño de la especie y del individuo, de cáscara blanquecina y forma alargada. El período de incubación puede ser de entre 40 a 90 días, siendo influenciado por factores como la temperatura y otras condiciones climáticas.
Una vez fecundada, la hembra deposita sus huevos en huecos del suelo protegidos por piedras, cavidades de troncos o dentro de hormigueros y termiteros.

## Veneno

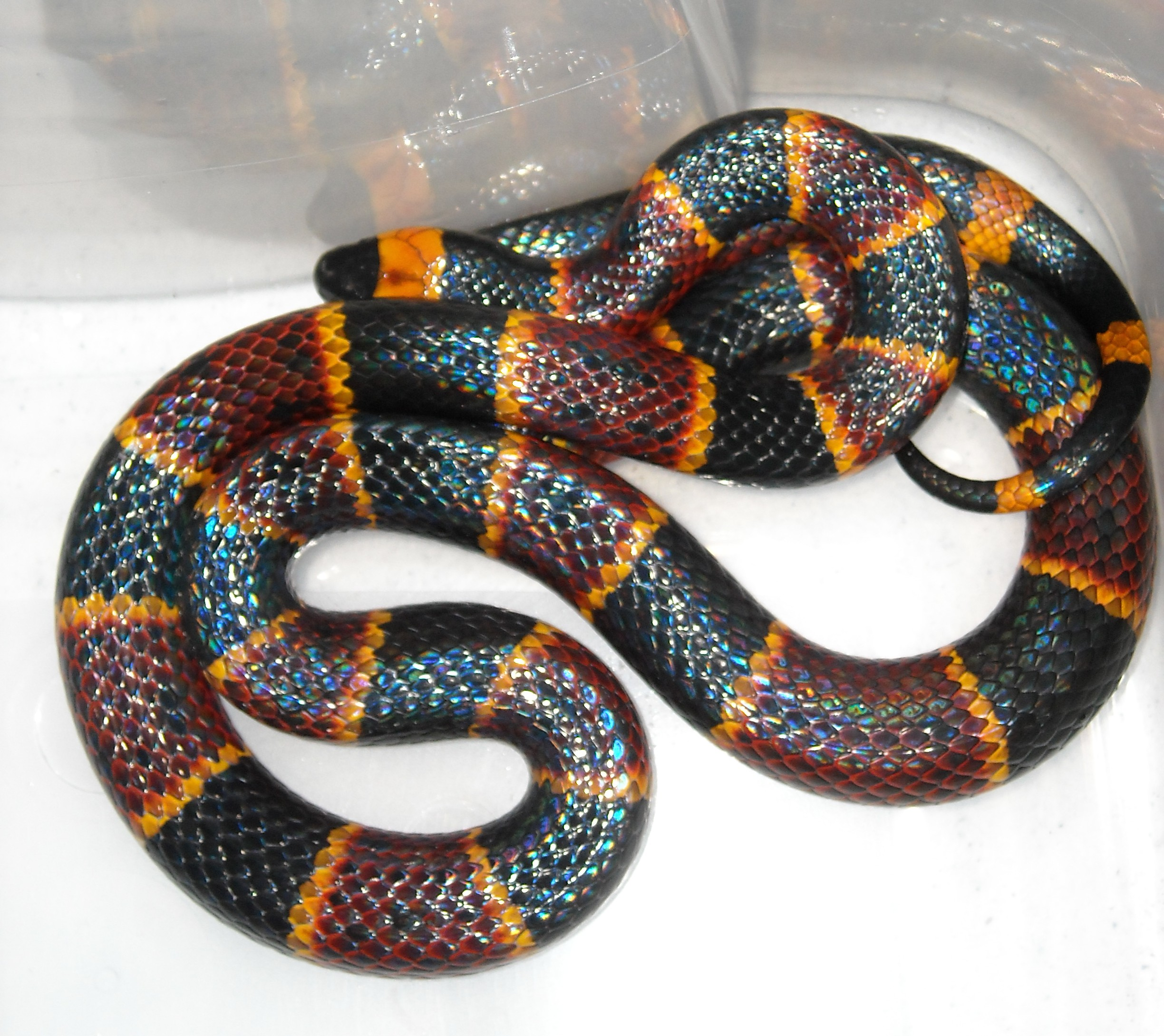
Micrurus fulvius.

Poseen un potente veneno de acción neurotóxica que actúa sobre el sistema nervioso central. La víctima presenta los síntomas del envenenamiento entre cinco y treinta minutos luego de la mordedura .
Si no se aplica el suero antiofídico a tiempo, se presentan adormecimiento, angustia, contracción faríngea y dificultades para tragar. Más adelante hay parálisis completa. Aun cuando la sensibilidad está intacta y la conciencia lúcida, la asfixia progresiva precipita la muerte en un proceso similar al que ocurre por intoxicación con curare.
El suero antiofídico específico, sólo neutraliza la acción del veneno pero no cura las alteraciones funcionales que hayan podido quedar de acuerdo al tiempo de permanencia del veneno en el cuerpo.
El contacto a la piel también es extremadamente venenoso y suele tardar más los efectos.

## Taxonomía

### Especies
Se reconocen las 80 siguientes según The Reptile Database:
- Micrurus albicinctus Amaral, 1926
- Micrurus alleni Schmidt, 1936
- Micrurus altirostris (Cope, 1860)
- Micrurus ancoralis (Jan, 1872)

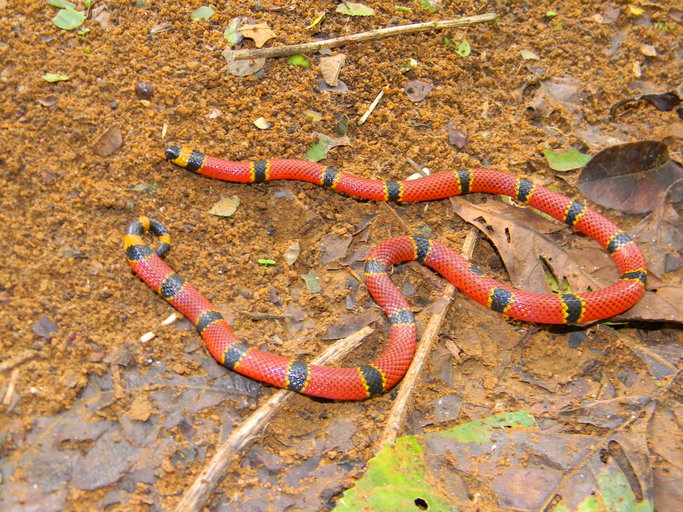
Micrurus browni.

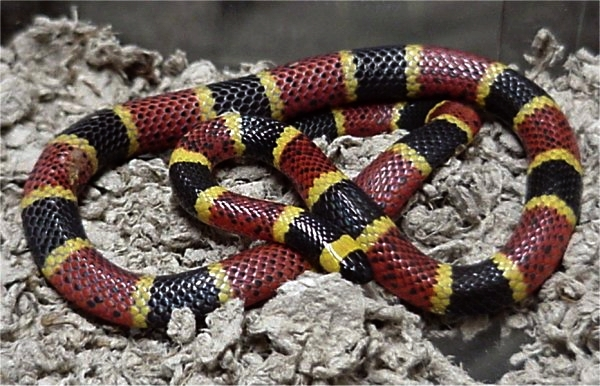
Micrurus tener.

- Micrurus annellatus (Peters, 1871)
- Micrurus averyi Schmidt, 1939
- Micrurus baliocoryphus (Cope, 1862)
- Micrurus bernadi (Cope, 1887)
- Micrurus bocourti (Jan, 1872)
- Micrurus bogerti Roze, 1967
- Micrurus brasiliensis Roze, 1967
- Micrurus browni Schmidt & Smith, 1943
- Micrurus camilae Renjifo & Lundberg, 2003
- Micrurus catamayensis Roze, 1989
- Micrurus circinalis (Duméril, Bibron & Duméril, 1854)
- Micrurus clarki Schmidt, 1936
- Micrurus collaris[nota 1] (Schlegel, 1837)
- Micrurus corallinus (Merrem, 1820)
- Micrurus decoratus (Jan, 1858)
- Micrurus diana Roze, 1983
- Micrurus diastema (Duméril, Bibron & Duméril, 1854)
- Micrurus dissoleucus (Cope, 1860)
- Micrurus distans (Kennicott, 1860)
- Micrurus dumerilii (Jan, 1858)
- Micrurus elegans (Jan, 1858)
- Micrurus ephippifer (Cope, 1886)
- Micrurus filiformis (Günther, 1859)
- Micrurus frontalis (Duméril, Bibron & Duméril, 1854)
- Micrurus fulvius (Linnaeus, 1766)
- Micrurus hemprichii (Jan, 1858)
- Micrurus hippocrepis (Peters, 1862)
- Micrurus ibiboboca (Merrem, 1820)
- Micrurus isozonus (Cope, 1860)
- Micrurus langsdorffi (Wagler, 1824)
- Micrurus laticollaris (Peters, 1870)
- Micrurus latifasciatus Schmidt, 1933
- Micrurus lemniscatus (Linnaeus, 1758)
- Micrurus limbatus Fraser, 1964
- Micrurus margaritiferus Roze, 1967
- Micrurus medemi Roze, 1967
- Micrurus meridensis Roze, 1989
- Micrurus mertensi Schmidt, 1936
- Micrurus mipartitus (Duméril, Bibron & Duméril, 1854)
- Micrurus mosquitensis Schmidt, 1933
- Micrurus multifasciatus (Jan, 1858)
- Micrurus multiscutatus Rendahl & Vestergren, 1940
- Micrurus narduccii[nota 1] (Jan, 1863)
- Micrurus nattereri Schmidt, 1952
- Micrurus nebularis Roze, 1989
- Micrurus nigrocinctus (Girard, 1854)
- Micrurus obscurus (Jan, 1872)
- Micrurus oligoanellatus Ayerbe & López, 2002
- Micrurus ornatissimus (Jan, 1858)
- Micrurus pacaraimae Morato de Carvalho, 2002
- Micrurus pachecogili Campbell, 2000
- Micrurus paraensis da Cunha & Nascimento, 1973
- Micrurus peruvianus Schmidt, 1936
- Micrurus petersi Roze, 1967
- Micrurus potyguara Pires, Da Silva Jr, Feitosa, Costa-Prudente, Preira-Filho & Zaher, 2014
- Micrurus proximans Smith & Chrapliwy, 1958
- Micrurus psyches (Daudin, 1803)
- Micrurus putumayensis Lancini, 1962
- Micrurus pyrrhocryptus (Cope, 1862)
- Micrurus remotus Roze, 1987
- Micrurus renjifoi[nota 1] (Lamar, 2003)
- Micrurus ruatanus (Günther, 1895)
- Micrurus sangilensis Nicéforo María, 1942
- Micrurus scutiventris[nota 1] (Cope, 1869)
- Micrurus serranus Harvey, Aparicio & González, 2003
- Micrurus silviae Di Bernardo, Borges-Martins & da Silva, 2007
- Micrurus spixii Wagler, 1824
- Micrurus spurrelli (Boulenger, 1914)
- Micrurus steindachneri (Werner, 1901)
- Micrurus stewarti Barbour & Amaral, 1928
- Micrurus stuarti Roze, 1967
- Micrurus surinamensis (Cuvier, 1817)
- Micrurus tamaulipensis Lavin-Murcio & Dixon, 2004
- Micrurus tener (Baird & Girard, 1853)
- Micrurus tikuna Feitosa, Da Silva Jr, Pires, Zaher & Costa-Prudente, 2015
- Micrurus tschudii (Jan, 1858)